# 島根県道290号大国馬路停車場線
島根県道290号大国馬路停車場線（しまねけんどう290ごう おおぐにまじていしゃじょうせん）は、島根県大田市を通る一般県道である。

## 概要
大田市仁摩町大国から大田市仁摩町馬路に至る。

### 路線データ
- 起点：大田市仁摩町大国（島根県道31号仁摩邑南線交点）
- 終点：大田市仁摩町馬路（JR西日本山陰本線 馬路駅前）

## 歴史
- 1958年（昭和33年）6月13日 - 島根県告示第525号により認定される。
- 1972年（昭和47年） - 島根県の県道番号再編（固定番号導入）により現行の県道番号に変更される。
- 2005年（平成17年）10月1日 - 大田市と邇摩郡の全2町（仁摩町・温泉津町）が対等合併して改めて大田市が設置されたことにより全区間が大田市域を通る路線になり、併せて起終点の地名が変更される。

## 路線状況

### 重複区間
- 国道9号（大田市仁摩町天河内 - 大田市仁摩町馬路）

### 道路施設

#### トンネル
- 宇谷トンネル：延長110 m、1950年（昭和25年）竣工、大田市仁摩町大国 - 大田市仁摩町天河内

## 地理

### 通過する自治体
- 島根県
  - 大田市

### 交差する道路
| 交差する道路             | 交差する場所 | 交差する場所 |
| ------------------------ | ------------ | ------------ |
| 島根県道31号仁摩邑南線   | 仁摩町大国   | 起点         |
| 国道9号 / 静間・仁摩道路 | 仁摩町天河内 | [ 注釈 1 ]   |
| 国道9号 重複区間起点     | 仁摩町天河内 |              |
| 国道9号 重複区間終点     | 仁摩町馬路   |              |

### 交差する鉄道
- 山陰本線

### 沿線
- 琴ヶ浜海岸（琴ヶ浜海水浴場） - 鳴き砂で有名な海岸。
- JR西日本山陰本線 馬路駅